# Olga Tass-Lemhényi
Pour les articles homonymes, voir Tass.
Olga Tass-Lemhényi, née le 28 mars 1929 à Pécs (Hongrie) et morte le 10 juillet 2020, est une gymnaste artistique hongroise.

## Biographie

### Famille
Olga Tass-Lemhényi est la femme du joueur de water-polo Dezső Lemhényi.

## Palmarès

### Jeux olympiques
- Londres 1948
  -  Médaille d'argent au concours général par équipes
- Helsinki 1952
  -  Médaille d'argent au concours général par équipes
  -  Médaille de bronze aux exercices d'ensemble avec agrès portatifs par équipes
- Melbourne 1956
  -  Médaille d'or aux exercices d'ensemble avec agrès portatifs par équipes
  -  Médaille d'argent au concours général par équipes
  -  Médaille de bronze au saut de cheval.

### Championnats du monde
- Rome 1954
  -  Médaille d'argent au concours général par équipes.